# Michèle Alayrangues
Michèle Alayrangues (née le 15 mai 1947 à Belfort) est une athlète française, spécialiste des épreuves de sprint.

## Biographie

### Carrière sportive
Elle participe aux Jeux olympiques de 1968 à Mexico et se classe huitième de la finale du relais 4 × 100 mètres en compagnie de Gabrielle Meyer, Nicole Montandon et Sylviane Telliez. C'est son dernier résultat.
Michèle est la 4ème d’une famille de 5 filles. Elle habite Colmar (68) et pratique l’athlétisme avec sa jeune sœur Francine, de 3 ans sa cadette.
Après les JO de Mexico, elle obtient le concours de professeur de mathématiques et est nommée à Annecy (74). Elle y épousera Philippe Fantin, kinésithérapeute et champion de ski nautique et aura 2 filles: Céline Fantin en 1977 et Elodie Fantin en 1980.